# Bol'šoj Sundyr'
Bol'šoj Sundyr'  (in russo: Большой Сундырь; in ciuvascio: Мăн Сĕнтĕр; Măn Sĕntĕr) è una località rurale (un selo) del rajon Morgaušskij, nella Repubblica autonoma della Ciuvascia, in Russia. Si trova a 18 chilometri da Morgauši, che è il centro amministrativo del distretto omonimo.

## Popolazione
La popolazione di circa 1536 persone è principalmente di etnia ciuvascia ed in maggioranza donne.

## Infrastrutture e trasporti
Nel villaggio c'è un centro culturale, una biblioteca, una chiesa, un pronto soccorso, un negozio. Il paese è prevalentemente alimentato a gas e si trova vicino alle rive del fiume Sundyr'.